# Szente B. Levente
Szente B. Levente (Szörényvár/Drobeta-Turnu Severin, 1972. szeptember 21. –) romániai magyar költő, újságíró.

## Életútja, munkássága
Középiskoláit Székelykeresztúron végezte (1990), majd két évet járt a székelykeresztúri vaskohászati líceumban, ahol 1992-ben végzett. 2001–2002-ben a marosvásárhelyi Tanárképző Főiskola magyar–néprajz szakának hallgatója. A székelykeresztúri polgármesteri hivatal kulturális referense, szerkesztő-riportere a székelykeresztúri Hargita Line kábeltelevíziónak.
Első írásait a Romániai Magyar Szó 1994-ben közölte, majd a székelyudvarhelyi Fírkász, a Hargita Népe, az Udvarhelyi Híradó, a Népújság, az Udvarhelyszék, az Áttekintő, Hazanéző, a kolozsvári Helikon, a Korunk, a zilahi Hepehupa, Látó, a csíkszerdai Székelyföld, Bárka, Agria, Hitel, Ezredvég, Nincs, Fedél Nélkül, Magyar Múzsa, Búvópatak, Átalvető, az Erdélyi Toll, Napsugár, Szivárvány, Keresztúri Kisváros, Erdőszentgyörgyi figyelő, Erdélyi Kalendárium, Udvarhelyi Híradó Kalendárium, Örökségünk, Bukaresti Magyar Élet, Garabontziás lap (itt szerkesztő munkatárs), a kanadai Kalejdoszkóp, Aranypor, A Vers és a PoLíSz, Művelődés, Várad, Vár Ucca Műhely, Helyőrség, Képírás,  c. folyóiratok hozzák rendre verseit, meséit, cikkeit, ismertetőit.   
Rendszerint jelen van az internetes irodalmi portálok oldalain is: Eirodalom.ro, Káfé főnix, Ezüst híd – Srebrni most (magyarról szerb – angol nyelvre ford.: Fehér Illés és N. Ullrich Katalin), Kultúra.hu, Poet.hu, Héttorony, Napút Online, Lenolaj, Pólus Irodalmi Szempont, Holnap Magazin, Cultura-A kulturális magazin, Kalamáris irodalmi folyóirat, Litera-Túra Irodalmi és Művészeti Folyóirat.  
Verssel szerepel a 101 vers a Székelyföldről c. antológiában (Kolozsvár, 2006). 
1998-tól szerkesztőbizottsági tagja, 2000–2002 között főszerkesztője a székelykeresztúri Kisváros c. közéleti lapnak, társalapítója (Bardocz Levente – Albert mellett) a Felolvasó c., havonta megrendezésre kerülő irodalmi estnek Székelykeresztúron, valamint az egyik alapítója a székelykeresztúri Kányádi Sándor Irodalmi Körnek. 
2020 januárjától a Városi Könyvtár munkatársa, 2020-tól a Garabontziás Lap főszerkesztője.[forrás?]

## Díjak[forrás?]
- 2022. A Magyar Kultúra Lovagja cím
- 2022. Pro Cultura díj (Székelykeresztúr)
- 2023. Erdélyi Magyar Írók Ligája (E-MIL)
- 2023. Papp Árpád Búvópatak-díj

## Művei

### Kötetei
- Az első éj (versek, Székelykeresztúr, 1996)
- Az ezüsthajú tündérleány (mesék, Székelyudvarhely, 2000)
- Örök szél dala (versek, Kaposvár, 2001)
- Tollkalitka (versek, Székelyudvarhely, 2005)
- Tücsök, Zöld Manó és a többiek (meseregény, Marosvásárhely, 2014)[1]
- Tükörszilánk (versek, háromsorosok, Marosvásárhely, 2014)
- Bingyó Bernyó Nekeresdországban (verses mese, Marosvásárhely, 2018)
- Csillagtitok (versek, Marosvásárhely, 2019)
- Bé kell nyúlni a medve torkába (anekdoták, igaz történetek, Székelyudvarhely, 2019)
- Tuti könyve avagy "ezek es mük vagyunk" (anekdoták, Marosvásárhely, 2021)
- Vízmerítő. Vallomások a Sárgaház folyosója c. naplójegyzetből, 1990–2020; HKE, Nagyvárad, 2021
- Tündérkert. pipacsmosoly (mese, Marosvásárhely, 2022)
- Tündérkert (mese, AB-ART, 2023)
- Elaludt fejed alatt a fény (versek, AB-ART, 2024

### Versei más antológiákban
- Metafora Współczesności – Antologia jesien 2018, Lengyelország (szerk. Kuberska, Alicja Maria, lengyelre fordította Dabi István)
- Virágvers, kutyatánc – gyermekverses antológia, Forrásközpont, Székelyudvarhely, 2018
- Out Poetry Archive, POET OF THE MONTH – OPA, West Bengali, 2018
- Love Postcards, POETRY – NIGHTinGALE Publisher USA, 2018 (szerk./editors: Alicja Maria Kuberska, Alicia Minjarez Ramirez – Cover designer and grahics: Agnieszka Herman, transl.: István, Dabi
- The Journal of the World Poets Quarterly, 匈牙利]斯森特•B•列文特 祈祷[外三首,英汉对照 – P. R. CHINA, 2019  (szerk./editors/angolról kínaira ford.: 野鬼DIABLO 国际诗歌翻译与研究 前天 (Dr. ZHANG ZHI), magyar-angol ford./transl.: István, Dabi)
- Erdélyi Szép Szó – versek, antológia (Pro-Print Könyvkiadó, Csíkszereda, 2022
- Bűvölő – versek, udvarhelyszéki költők antológiája (Udvarhelyszék Kulturális Egyesület, Székelyudvarhely, 2023

### Helytörténeti munkái társszerzőkkel
- MOLNÁR ISTVÁN MÚZEUM KIADVÁNYAI 1., Kutatások a Nagy-Küküllő felső folyása mentén, Székelykeresztúr, 2009
- Az élet íze (tanulmányok, udvarhelyszéki néprajzi gyűjtések) Hargita Megyei Hagyományőrzési Forrásközpont, 2017
- Több szem többet lát  (néprajzi és helyismereti tanulmánykötet, amelynek szerzői udvarhelyszékiek: Balázsi Dénes, Nagy Enikő, Gálfalvi Gábor, Jakab Rozália, Lőrincz Ilona, Lőrincz József, P. Buzogány Árpád, Sándor-Zsigmond Ibolya, Salló Szilárd, Szente B. Levente és Zsidó Ferenc – Hargita Megyei Hagyományőrzési Forrásközpont, 2017)

### Az OSZK-ban
- http://mek.oszk.hu/19000/19013/mp3/ Szente B. Levente: Bingyó Bernyó Nekeresdországban [Hangoskönyv] Szépirodalom, népköltészet/Gyermek- és ifjúsági irodalom (erdélyi magyar irodalom, verses mese, hangoskönyv)
- http://mek.oszk.hu/18600/18659/ Szente B. Levente: Bingyó Bernyó Nekeresdországban, Szépirodalom, népköltészet/Gyermek- és ifjúsági irodalom (erdélyi magyar irodalom, verses mese)
- http://mek.oszk.hu/18600/18674/# Szente B. Levente: Az első éj, Szépirodalom, népköltészet/Határontúli magyar irodalom (erdélyi magyar irodalom)
- http://mek.oszk.hu/18900/18973/ Szente B. Levente: Az ezüsthajú tündérleány, Szépirodalom, népköltészet/Magyar népköltészet (népmese, népköltészet, gyermekirodalom)
- http://mek.oszk.hu/19000/19059/ Szente B. Levente: Az ezüsthajú tündérleány [Hangoskönyv] Szépirodalom, népköltészet/Magyar népköltészet (népmese, népköltészet, gyermekirodalom, hangoskönyv)
- http://mek.oszk.hu/18600/18673/ Szente B. Levente: Tollkalitka, Szépirodalom, népköltészet/Határontúli magyar irodalom (erdélyi magyar irodalom)
- http://mek.oszk.hu/19200/19258/ Szente B. Levente:Tollkalitka [Hangoskönyv] Szépirodalom, népköltészet/Határontúli magyar irodalom (erdélyi magyar irodalom, hangoskönyv)
- http://mek.oszk.hu/18000/18071/ Szente B. Levente: Tücsök, Zöld Manó és a többiek, Szépirodalom, népköltészet/Gyermek- és ifjúsági irodalom (erdélyi magyar irodalom, meseregény, állatmese)
- http://mek.oszk.hu/19300/19341/ Szente B. Levente: Tücsök, Zöld Manó és a többiek [Hangoskönyv] Szépirodalom, népköltészet/Gyermek- és ifjúsági irodalom (erdélyi magyar irodalom, meseregény, állatmese, hangoskönyv)